# Nätspänning

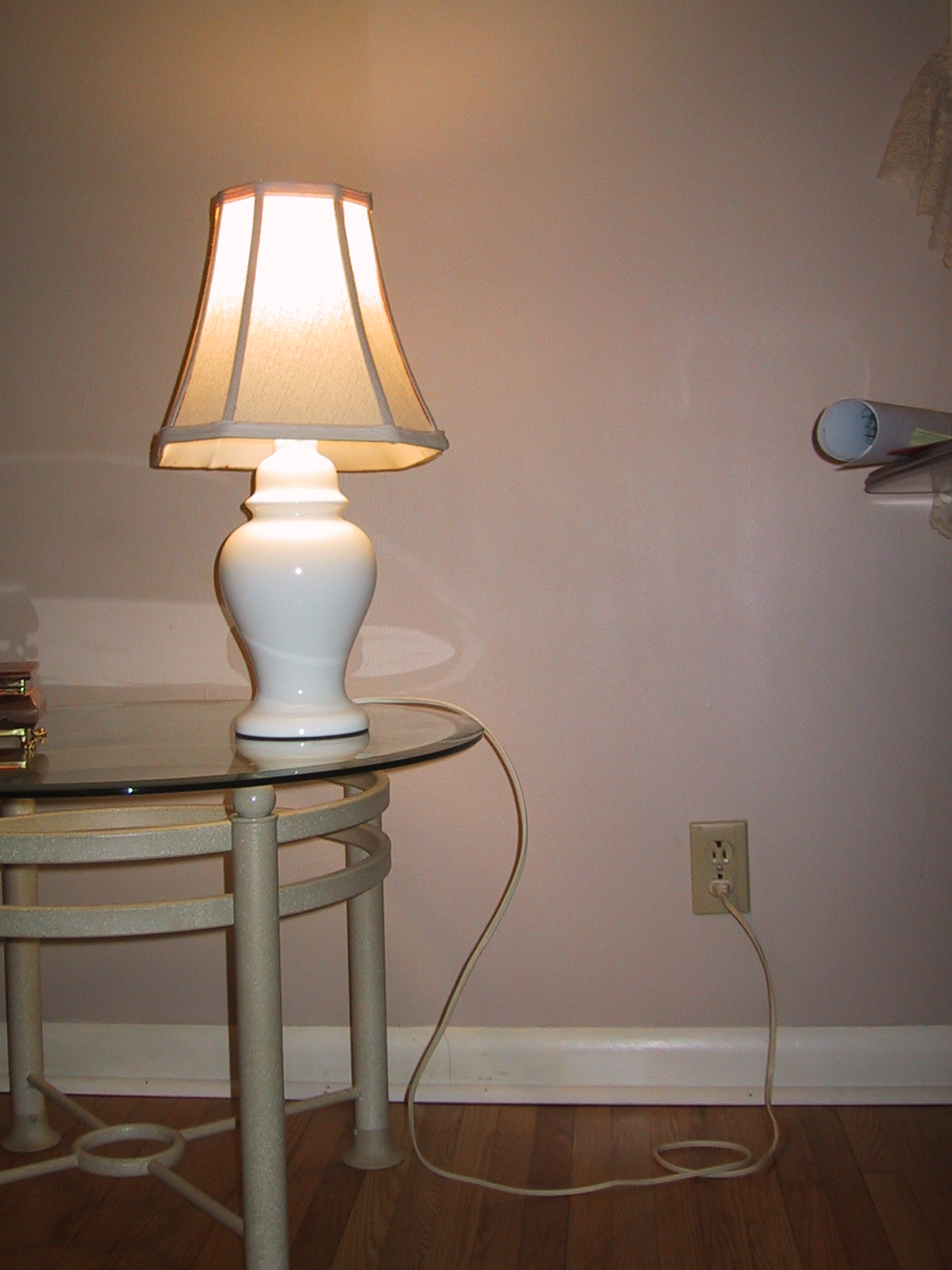
Lampa i ett hushåll ansluten till ett enfasigt vägguttag

Nätspänning är den spänning som normalt finns i eluttag av standardtyp. Nätspänningen är sinusformad och anges med avseende på frekvens och effektivvärde, det vill säga ett kvadratiskt medelvärde av den momentana spänningen i sinuskurvan.
I Sverige är nätspänningen alltid en växelspänning och frekvensen är 50 Hz.
De flesta länder i Europa, Asien och Afrika används nätspänningar enligt nedan, då de precis som Sverige antagit IEC 60038 som nationell standard vilken anger fasspänningen till 230±23 V. Innan dess låg de vanligt förekommande nationella standarderna mellan 220 V - 240 V. I ett fåtal andra länder, till exempel USA, är nätspänningen 120 V, 60 Hz.
I Sverige finns tre nätspänningar:
- 230 volt ±10% 50 Hz.[1] Standardspänningen i alla vanliga enfas vägguttag. I ett trefassystem kallas denna fasspänning och är spänningen mellan var och en av de tre faserna och neutralledaren i den till elcentralen inkommande ledningen. Fram till EG-harmoniseringen 1988 var denna spänning 220 V och därför hör man ibland detta tal nämnas i samband med nätspänning och vissa äldre apparater och uttag kan också vara märkta med 220 V. De är trots det tillåtna för användning vid 230 V. Före 1960-talet förekom också nätspänningen 127/220 V, alltså 127 V mellan fas och nolla, och 220 V fas-fas.

- 115 volt är halva den ordinarie nätspänningen och är tillåten i våtutrymmen. Åstadkommes med hjälp av en mellantransformator som transformerar ner spänningen till hälften och isolerar 115 voltsuttaget galvaniskt från jordpotential för att minska risken för personskador eftersom risken för ledning av ström är större i fuktig/våt miljö. Vid god kontakt är dock 115 volt tillräckligt för en skadlig ström, speciellt om den leds förbi hjärtat (arm-arm, vänster arm-ben eller liknande). Samma stickpropp som i standarduttagen passar i de flesta fall. Trots det bör man endast använda apparater anpassade till denna spänning i sådana uttag, till exempel vissa rakapparater och locktänger. Tidigare (före höjningen 1988) var spänningen i dessa uttag 110 V och vissa äldre apparater och uttag kan också vara märkta så. Dessa uttag har på senare tid alltmer ersatts med uttag för standardspänning 230 V kompletterade med jordfelsbrytare, vilka snabbt bryter strömmen om en liten ström leds via en kroppsdel. Därför ger jordfelsbrytare mycket bättre skydd och är att rekommendera.

- 400 volt 3-fas. Huvudspänningen 400 V är spänningen mellan två faser, vilket ger fasspänningen (spänningen till neutralledaren) 230 V i ett trefassystem. Förhållandet mellan huvudspänning och fasspänning är alltid roten ur tre, med 1,732 som närmevärde. De tre spänningarna är fasförskjutna 120 grader i förhållande till varandra. Fram till 1988 var denna spänning ca 380 V och därför hör man ibland detta tal nämnas i samband med nätspänning och vissa äldre apparater och uttag kan också vara märkta med 380 V. De är trots det tillåtna för användning vid 400 V. Denna spänning förekommer endast i trefasuttag samt i vissa fast installerade maskiner, till exempel vissa typer av köksspisar, värmeelement och tvättmaskiner.
- Inom den svenska industrin kan matningsspänningen inom industrianläggningens område vara på antingen 380 V, 400 V, 440 V, 500 V eller 690 V medan allmänkraft (vägguttag och belysning) inom industrianläggningens område är nätspänningen 400/230 V. Anledningen till att en industrianläggning kan ha en annan matningsspänning än nätspänningen beror på att de olika drifterna inom industrins processer i vissa fall behöver en högre spänning för att kunna köras på ett effektivt sätt ex. inom pappersindustrin för att driva pappersmaskiner och roterande massatrummor (vid riktigt stora drifter ex. vid en stor fläkt- eller pumpdrift kan högspänning bli aktuellt, alltså en spänning högre än 1000 V, som matningsspänning). Det kan också vara av kostnadsskäl, då processlinjerna skulle fungera att köra på nätspänningen 400 V, men att industrianläggningen är byggd under mitten på 1900-talet eller ännu tidigare (då någon standardiserad nätspänning ej var lika väl etablerad som den är i dag) och att det skulle bli alldeles för kostsamt att byta högspänningstransformatorer, högspänningsbrytare, ställverk, kablage, frekvensomriktare, motorer och dylikt inom industrianläggningen och därför kör man vidare på den matningsspänning som redan finns där.